# NK Požega
NK Požega je nogometni klub iz Požege.
Trenutačno se natječe u 1. ŽNL Požeško-slavonskoj.

## Povijest
Nogometni klub „Požega“ najstariji je postojeći gradski nogometni klub a osnovan je 10. 09. 1962. godine.  Osnovali su ga predstavnici odjevnog poduzeća „Sloga“ i predstavnici drvno-industrijskog poduzeća „Lipa“ (današnji Spin Valis). Osnivačka Skupština je počela s radom u 17,20 sati u prostorijama Odjevnog poduzeća Sloga. Skupštinu je otvorio Stjepan Sertić i predložio dnevni red koji je jednoglasno usvojen. Za predsjednika je izabran Marko Unukić, izabrana su i dva privremena tajnika Stjepan Grgurić i Krešimir Bubak,
Za blagajnika je postavljen Gojko Timarac,  ekonom je bio Stjepan Kovačević a prvi trener je bio Stjepan Grgurić.
Svi prisutni članovi Skupštine složili su se da boja kluba bude zelena. 

## Trofeji
- 1. ŽNL :  2012./2013.
- 1. ŽNL :  2006./2007.
- 2. ŽNL :  2005./2006.
- 4. HNL :  1995./1996.
- Međupodsavezna liga Slavonska Požega - Nova Gradiška: 1968./1969.
- Kup općine Slavonska Požega : 1966./1967.

## Vanjske poveznice
- http://nkpozega.hr/  Arhivirana inačica izvorne stranice od 18. lipnja 2013. (Wayback Machine) Službene stranice kluba
- [neaktivna poveznica]